# 淡水桥线路所
淡水桥线路所位于上海市闵行区江川路街道，吴泾铁路上。线路所现由中国铁路上海局集团管理，原为车站，现已降级为线路所，不办理客货运业务，仅用于列车会让及转线。

## 站场设施
线路所呈西南—东北走向，有正线1条，侧线1条，站房位于车站下行咽喉处，站场中部以桥梁形式横跨淡水河。线路所无任何客货运设施，下行咽喉处有上粮七库线（原吴周铁路）岔出。

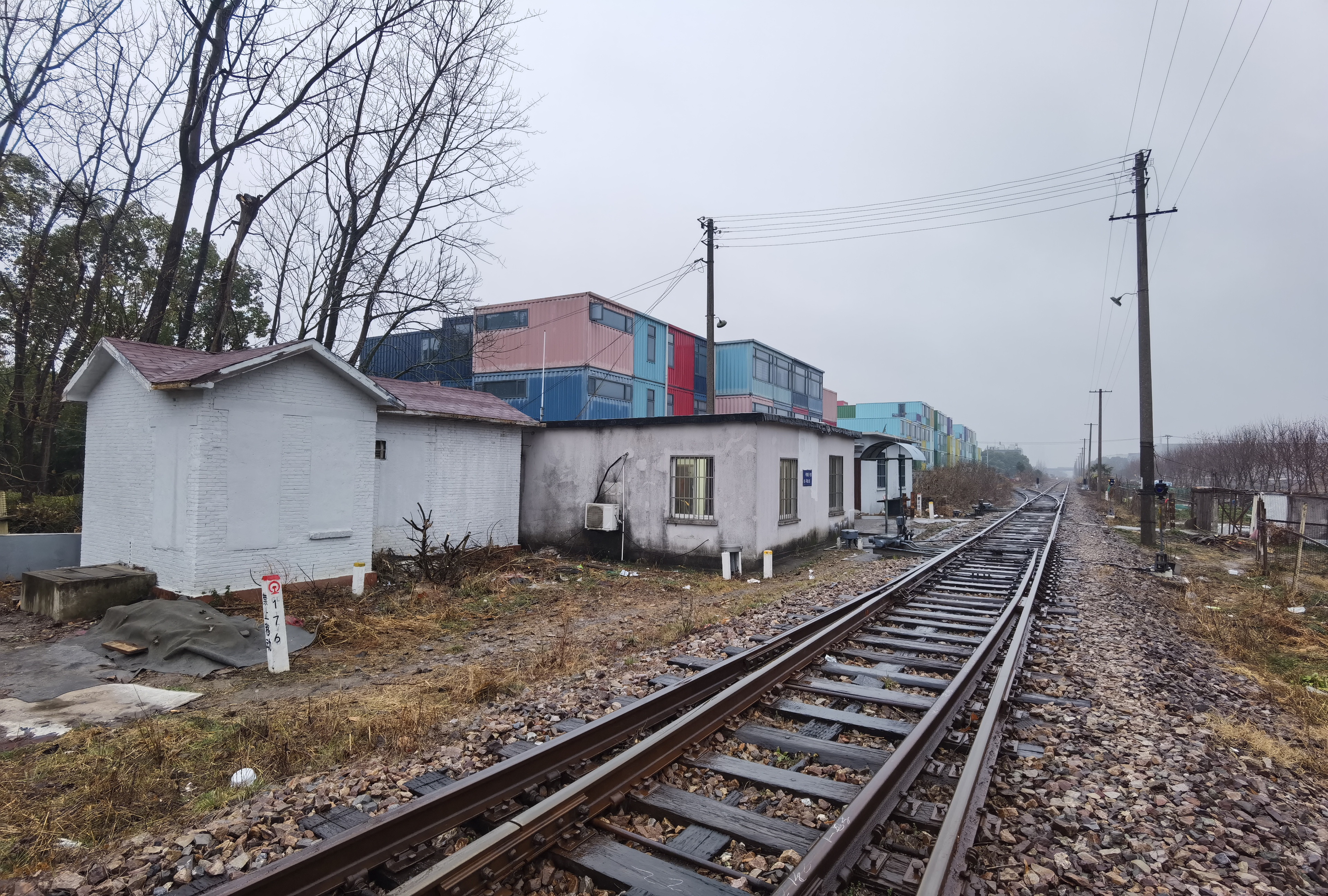
淡水桥站站房及控制室

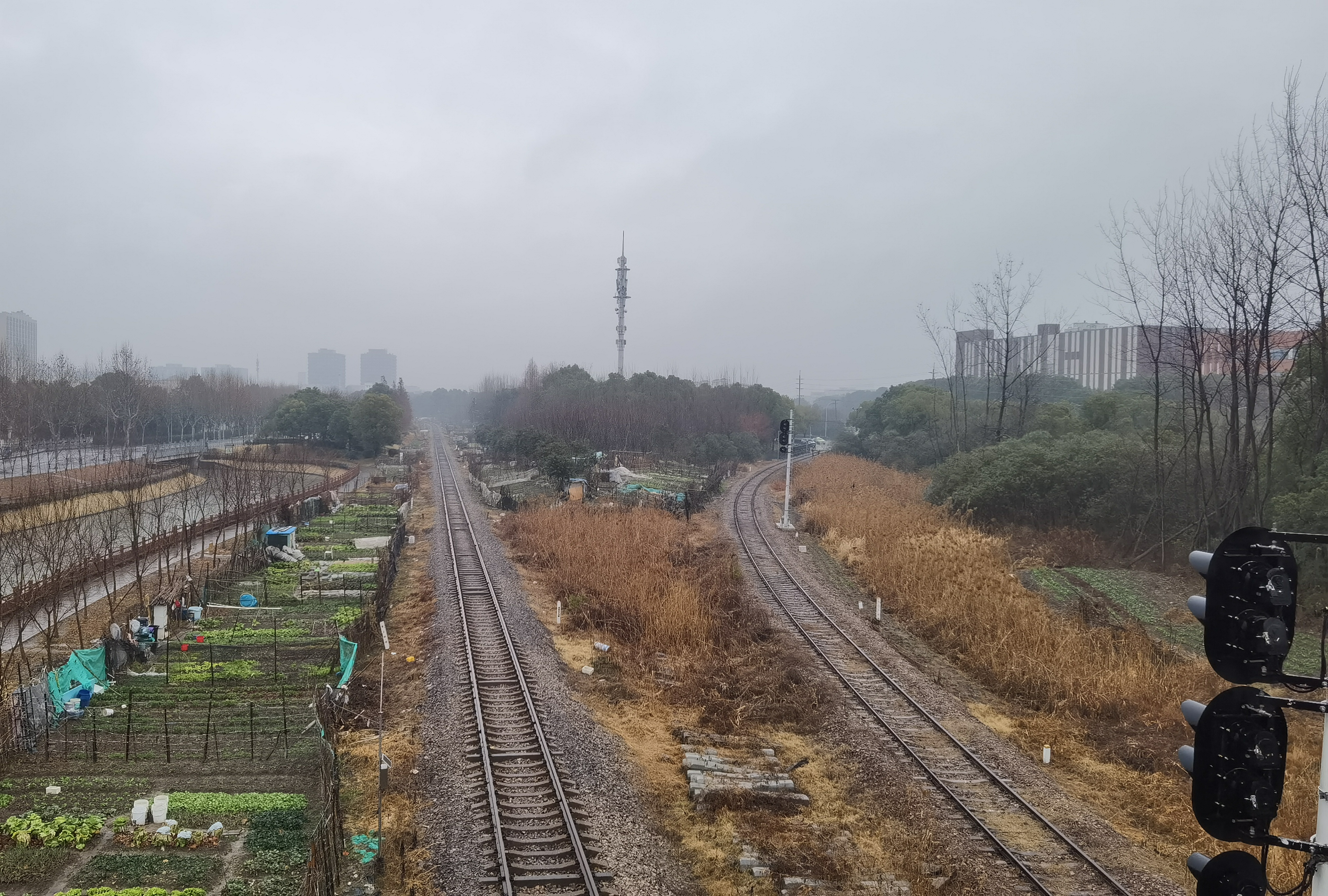
淡水桥站下行咽喉，左侧为吴泾正线吴泾线路所方向，右侧为上粮七库线浦西调车场方向